# Mosteirô
Mosteirô (auch Mosteiró) ist ein Ort und eine ehemalige Gemeinde im nordportugiesischen Kreis Santa Maria da Feira.

## Geschichte
Vermutlich verlief hier eine Römerstraße, die später überbaut wurde, insbesondere im 18. Jahrhundert.
Der heutige Ort entstand im Verlauf der mittelalterlichen Reconquista. Der Ortsname findet sich erstmals im 11. Jahrhundert erwähnt, bezog sich jedoch vermutlich auf ein damaliges kleines Kloster in der späteren Nachbargemeinde São Miguel de Souto (Souto). Der erste dokumentierte Ort in der Gemeinde Mosteirô war im 11. Jahrhundert Proselha (als Porceli), das 1050 als Sitz des Klosters São Juliano genannt wurde. Auch die Ortschaften Agoncida, Monte und Murtosa wurden erstmals im 11. Jahrhundert erwähnt. Um das Kloster entstand eine eigene Ortschaft, die 1251 erstmals unter ihrem heutigen Namen dokumentiert wurde (als Moesteiroo). Vom 13. bis zum 17. Jahrhundert trug die Gemeinde den Namen Santo André de Proselha, danach wechselte die Bezeichnung zu Mosteirô.
Mosteirô blieb eine eigenständige Gemeinde im Kreis Santa Maria da Feira, bis sie mit der Gemeindereform 2013 aufgelöst und mit Souto zusammengeführt wurde.

## Verwaltung
Mosteirô war Sitz einer eigenständigen Gemeinde (Freguesia) im Kreis (Concelho) von Santa Maria da Feira im Distrikt Aveiro. Die Gemeinde hatte 2036 Einwohner und eine Fläche von 2,95 km² (Stand 30. Juni 2011).
Folgende Orte liegen im Gebiet der ehemaligen Gemeinde:
| - Agoncida - Barreiro - Calvário - Fundo Mosteirô - Igreja - Jardim | - Monte - Murtosa - Pedra - Presas - Proselha - Zona Industrial de Mosteiró | - Cai Água - Areal - Cabo Baixo das Casas - Cabo Cima das Casas - Caldeira - Mosteiró |

Im Zuge der Gebietsreform vom 29. September 2013 wurden die Gemeinden Mosteirô und Souto zur neuen Gemeinde União das Freguesias de São Miguel do Souto e Mosteirô zusammengeschlossen.